# The Dells
The Dells – amerykańska grupa rhythmandbluesowa powstała w 1952. W 2002 grupa obchodziła jubileusz 50-lecia istnienia. To postawiło The Dells na szczycie listy najdłużej istniejących zespołów muzyki popularnej. Grupa należała do najwspanialszych zespołów wokalnych swego gatunku, a w złożoności harmonicznej ustaliła niedościgniony wzór dla dziesiątek popowych i jazzowych zespołów tego typu.
Grupę założyło pięciu czarnoskórych śpiewaków: Fuches, Allison, Junior, McGill i Barksdale. Na krótko dołączył do nich brat Mickeya McGilla – Lucius. W wyniku poważnego wypadku samochodowego, któremu uległ McGill w 1958, grupa dotychczas intensywnie koncertująca, zmuszona została do zawieszenia działalności na dwa lata. Gdy się reaktywowała, postanowił nie wracać do niej Funches, zaangażowany już w inna grupę The Flamingos. Zastąpił go John E. Carter. Była to jedyna zmiana personalna w pięćdziesięcioletniej działalności zespołu.
Do największych przebojów zespołu należały Oh What a Nite, Oh, What a Night, Stay in My Corner i wiele innych.
W 2004 grupa The Dells została wprowadzona do Rock and Roll Hall of Fame.
W grupie występowali:
- Vern Allison śpiew (tenor)
- Chuck Barksdale śpiew (bas)
- John E. Carter śpiew (tenor)
- Johnny Funches śpiew (tenor)
- Marvin Junior śpiew (baryton)
- Mickey McGill śpiew (baryton)
- Lucius McGill śpiew

Dyskografia Jaksona Brown:
1965 It’s Not Unusual
1968 Stay in My Corner
1968 There Is
1969 Love Is Blue
1969 Musical Menu
1969 The Dells
1970 Like It Is, Like It Was
1971 Come Together [Original Soundtrack]
1971 Freedom Means
1972 Sweet as Funk Can Be
1973 Give Your Baby a Standing Ovation
1974 The Mighty Mighty Dells
1975 No Way Back
1975 We Got to Get Our Thing Together
1977 Love Connection
1977 They Said It Could’t Be Done, But We Did It
1978 New Beginnings
1979 Face to Face
1980 I Touched a Dream
1981 Whatever Turns You On
1991 The Second Time
1992 I Salute You
1994 Dells, Vol. 2
2002 Open Up My Heart: The 9/11 Album
2002 Open Up My Heart: The 9/11 Suite
2003 Hott